# Фернандо де Альва Іштлільшочитль
Фернандо де Альва Іштлільшочитль (ісп. Fernando de Alva Ixtlilxóchitl; між 1578 і 1580 —26 жовтня 1650) — іспанський історик доколоніальної Мексики. Повне ім'я Фернандо де Альва Перес де Пераледа-і-Кортес Іштлільшочитль.

## Життєпис
Походив зі шляхетського роду. Був другим сином збіднілого ідальго Хуана де Пераледи, який працював виконробом на будівництві споруд для муніципалітету Мехіко. Гарне знання мови індіанців дозволяло йому управляти індіанськими робітниками. Мати — Ана, дочка іспанця-перекладача Хуана Гранде і знатної індіанки Христини Вердуго Кецальмамаліцін, яка була спадкоємицею, а згодом і господинею досить значного касіката-текалі — Сан-Хуана-Теотіуакана. Христина Вердунго по матері була онукою володаря Тескоко й одного з головних індіанських союзників Кортеса — дона Фернандо Кортеса Іштлільшочитля (Іштлільшочитля II), внаслідок цього належала до прямих нащадків правителів Тескоко, Теночтітлана і Тлакопана.
У 1590-х роках Фернандо навчався в Імператорському Колегіумі Святого Хреста в Тлателолько, спеціально створеному для навчання дітей знатних індіанців в католицькому і лояльному дусі. Тут він познайомився з пам'ятниками античної історіографії, стилю яких він надалі буде слідувати у власних творах.
На початку 1600-х років поступає на службу до колоніальної адміністрації віце-королівства Нова Іспанія. Тоді ж приєднав до свого імені прізвище далекого предка Іштлільшочитля II.
Його наступна кар'єра відома досить фрагментарно. У ньому були кар'єрні злети, пов'язані з заступництвом віце-королів Хуана де Мендоса-і-Луна і Гарсіа Гуєрра — суддя-адміністратор Тескоко у 1618—1619 роках, суддя-адміністратор Чалько у 1619—1620 роках, суддя-адміністратора Тлальманалько у 1621 році. Були й кар'єрні падіння у 1630-х роках, викликані бурхливим романом з Антонією Родрігес Гутієррес, жінкою на 20 років молодшою за нього. У 1640 році призначається королівським перекладачем в Суді для індіанців в Мехіко. Двічі (у 1610—1612 та 1643—1644 роках) дону Фернандо довелося відстоювати в нетрях колоніальної судової системи права своєї родини на Теотіуаканський касікат (після смерті бабці). Помер 26 жовтня 1650 року в Мехіко.

## Творчість
З доробку відомо відомо лише частину, яка умістилася на 950 друкованих сторінках. З історичної спадщини Фернандо Іштлільшочитля найвагомішими є два твори під умовними назвами «Історія народу чичимеків» (за деякими відомостями автор його назвав «Загальна історія Нової Іспанії») та «Тринадцяте повідомлення про прихід іспанців і початок євангельського закону».
Спочатку Іштлільшочитль почав писати з досить утилітарними цілями: обґрунтувати права своєї родини на шляхетський статус, довести заслуги своїх предків перед кастильскою короною і католицькою церквою. Поступово він вийшов на межі своїх початкових цілей, створивши значні твори.
Особливий інтерес для дослідження завоювання держави ацтеків має «Тринадцяте повідомлення…». Іштлільшочитль першим використав одночасно іспанські та індіанські джерела про Конкісту. Знову такий підхід був використаний дослідниками ХХ століття. У ньому на основі документів вперше на той момент в історіографії послідовно розвінчується офіційний іспанський міф про «диво Конкісти», про «900 сміливців», які нібито підкорили мільйони тубільців-поган.
Значну цінність мають відомості автора щодо доколумбової історії Мексики, які найбільш повно і послідовно викладені в «Історії народу чичимеків» (присвяченій віце-королю Нової Іспанії). На відміну від звичайного тоді висвітлення історії Теночтітлана, дон Фернандо подає літопис Тескоко. З цієї позиції розкриває утворення Потрійного союзу, відомого як Імперія ацтеків. При цьому раціональність поєднується у Фернандо де Альва з проведінням, Божою волею, Конкіста постає як покарання за гріхи, насамперед за жертвоприношення.
Також відомо про 8 історичних, так званих «Повідомлень», де йдеться переважно про державний устрій, закони та історію держави Тескоко, де тривалий час володарювали предки історика.
Хоча на першому плані в Фернандо де Альви завжди постають видатні герої — Іштлільшочитль Омі-Точтлі, Несауалькойотль, Несауальпіллі, Іштлільшочитль Молодший, Кортес — в цілому його твори містять інформацію про сотні людей, навіть незначним історичним особистостям Іштлільшочитль намагається вказати ім'я та загальні відомості.
Один з найкращих перекладів здійснено українськими лінгвістами Віктором Талахом та Вадимом Рубелем і надруковано у видавництві «Либідь».

## Метод написання
Фернандо де Альва Іштлільшочитль при написанні своїх робіт спирався на відміну від своїх попередників та сучасників (Саагуну, Тесосомока, Дурана, Товара, Чимальпаїна Куаутлеуаніцина, Хуана де Торкемаду) не на усну індіанську традицію, а на відомості письмових індіанських документів.
Сан Фернандо де Альва повідомляє, що він по всій Новій Іспанії розшукував знавців стародавнього індіанського письма і знайшов лише двох, які продемонстрували повну зв'язність і розуміння малюнків і знаків. Іштлільшочитль був, напевно, одним з останніх у колоніальній Мексиці, хто розумів індіанську писемність, поки вона не була заново дешифрована у 2-й половині XIX ст. французьким дослідником Обеном.